# Рай (мера площади)
Рай  (тайск. ไร่) — единица измерения площади, равная 1600 м² (40 м × 40 м), используется для измерения земельных участков. Рай не входит ни в метрическую систему мер, ни в систему СИ, его точное значение рассчитывается, исходя из метра. Используется в Таиланде.
Один рай равняется 4 нгаана, 400 тарангва (квадратный ваа) или 16 ар.
Согласно Л. Н. Гумилёву, название этой единицы площади тождественно понятию так называемого суходольного поля, где высаживались клейкие сорта риса, пальмы, бетель, табак.